# Eupithecia nigripennis
Eupithecia nigripennis là một loài bướm đêm trong họ Geometridae.